# Kalle Grundel
Karl-Erik "Kalle" Grundel (rođen 2. listopada 1948.) je švedski umirovljeni reli-vozač.
Međunarodnu poznatiji postao je 1982. vozeći za tvorničku momčad Volkswagen, automobil Volkswagen Golf GTi. Nastupio je na 30 reli utrka svjetskog prvenstva u reliju, a najbolji rezultat mu je iz sezone 1986., kada je vozeći Ford RS200 završio kao treći na Švedskom Reliju.